# Reichskriegsminister
Reichskriegsminister war die Bezeichnung für einen Minister, der für das Militär verantwortlich war. 
In der deutschen Geschichte gab es drei Amtsträger mit der Bezeichnung:
- Eduard von Peucker war Reichskriegsminister in der Provisorischen Zentralgewalt vom 15. Juli 1848 bis zum 16. Mai 1849.
- Sein Nachfolger August Ludwig zu Sayn-Wittgenstein-Berleburg amtierte vom 24. Mai bis 20. Dezember 1849.
- Werner von Blomberg war zunächst seit 1933 Reichswehrminister, seit 1935 Reichskriegsminister. Nach der Blomberg-Fritsch-Affäre 1938 verlor er sein Amt, sein Ministerium kam zum Oberkommando der Wehrmacht.

Während des Kaiserreichs gab es keinen Reichskriegsminister, sondern nur die Kriegsminister einiger deutscher Bundesstaaten wie Preußen.